# 茨城県道176号中根平磯磯崎線

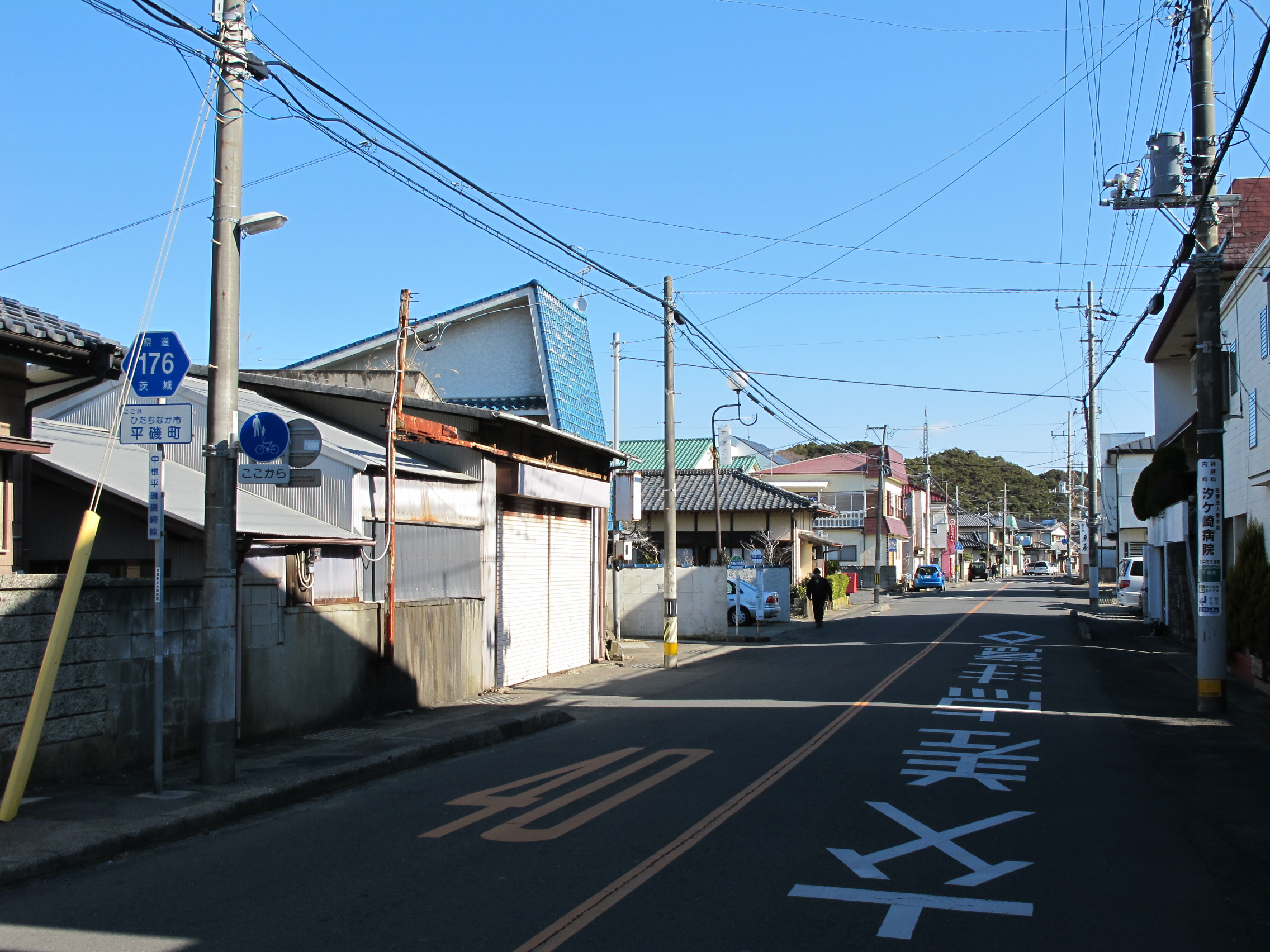
ひたちなか市平磯町（2013年2月）

茨城県道176号中根平磯磯崎線（いばらきけんどう176ごう なかねひらいそいそざきせん）は、茨城県ひたちなか市内の一般県道である。

## 概要
ひたちなか市中根の茨城県道351号馬渡水戸線より分岐して東方向へ向かい、同市平磯町を経て磯崎港へ至る路線。経路の途中、部田野交差点では国道245号と交差する。起点付近と終点付近の大部分の区間は、他路線との重複区間となっており、単独区間は同市十三奉行 - 同市平磯町の区間（延長約3.4km）にとどまる。

### 路線データ
- 起点：茨城県ひたちなか市中根字荒谷1917‐1番地先（茨城県道63号水戸勝田那珂湊線・茨城県道351号馬渡水戸線交点）[1][2]
- 終点：茨城県ひたちなか市磯崎町（茨城県道265号磯崎港線交点）[1]
- 総延長：3.344 km[3]
- 重用延長：なし[3]
- 未供用延長：なし[3]
- 実延長：3.344 km[3]
- 自動車交通不能区間延長[注釈 1]：なし[3]

## 歴史
1959年（昭和34年）10月14日、新たな県道として勝田市大字中根を起点とし、那珂湊市磯崎町を終点とする区間を本路線とする県道中根平磯磯崎線として茨城県が県道路線認定した。
1995年（平成7年）に整理番号176となり現在に至る。

### 年表
- 1959年（昭和34年）10月14日
  - 路線認定（図面対照番号176）[4]。
  - 道路の区域は、勝田市大字中根の県道馬渡水戸線分岐から那珂湊市磯崎町の県道磯崎港線交点までと決定された[1]。
- 1964年（昭和39年）7月3日：車両制限令第5条1項[注釈 2]に基づく指定（路線対象番号179 中根平磯磯崎線：水戸日立線分岐点 - 磯崎港線交点）を受ける[5]。
- 1989年（平成元年）12月4日：那珂湊市部田野（現・山崎） - 十三奉行交差点間を4車線化する道路区域決定[6]。
- 1990年（平成2年）3月8日：勝田市大字中根 - 那珂湊市大字部田野の区間を改良して供用開始[2]。
- 1995年（平成7年）3月30日：整理番号236から現在の番号（整理番号176）に変更される[7]。

## 路線状況
道路法の規定に基づき、ひたちなか市西十三奉行（一般県道那珂湊大洗線交差） - 同市平磯町（主要地方道水戸那珂湊線交差）間は、緊急輸送道路として機能を維持するため、災害発生時の被害拡大防止を目的に道路用地内に電柱を建てることが制限されている。

### 重複区間
- 茨城県道63号水戸勝田那珂湊線（ひたちなか市中根の県道351号分岐 - 同市部田野の国道245号・県道108号の部田野交差点：約1.4km）[2]
- 茨城県道108号那珂湊大洗線（ひたちなか市部田野・部田野交差点 - 同市十三奉行の分岐：約1.9km）
- 茨城県道265号磯崎港線（ひたちなか市部田野・部田野交差点 - 同市西十三奉行・十三奉行交差点：1.253km）[9][6]。
- 茨城県道6号水戸那珂湊線（ひたちなか市平磯町の交点 - 同市磯崎町の県道265号の交点：約2.9km）

## 地理

### 通過する自治体
- ひたちなか市

### 交差する道路
- 国道245号（ひたちなか市部田野）
- 茨城県道265号磯崎港線（ひたちなか市西十三奉行・磯崎町）
- 茨城県道108号那珂湊大洗線（ひたちなか市十三奉行）